# Agul

Grupos étnicos do Cáucaso. À direita, na cor número 6 estão os Agul

Os agul são um grupo étnico do Cáucaso do Norte, na república do Daguestão da Federação Russa. Segundo o censo russo de 2002 o seu número é de 28297 indivíduos. Etnicamente, os aguís estão relacionados com os lezguios. A sua língua própria é o idioma agul, no entanto utilizam o lezguiano para comunicar-se com os seus vizinhos e muitos deles conhecem o russo. Há quatro grupos de aguís, distribuídos em quatro vales distintos: os Aguldere, os Kurakhdere, os Khushandere e os Khpyukdere.